# Boogie Chilli
Boogie Chilli – zespół muzyczny, powstały w 2002 roku w Poznaniu. Założyli go doświadczeni muzycy: Maciej Sobczak (gitara), Robert Fraska (bas), Janusz Siemienas (gitara) i Andrzej Kubiak (perkusja). Dwóch pierwszych panów udziela się w grupie Hot Water, dwóch następnych w zespole Wielka Łódź. Robert Fraska współpracuje także z zespołem Żuki Rock and Roll Band. Rok później w zespole pojawił się harmonijkarz Leszek Paech. Na początku 2010 Andrzeja Kubiaka zastąpił Dariusz Nowicki (Hot Water, Izotop)
Z bluesowych doświadczeń Wielkiej Łodzi i bluesowo – rockowych Hot Water powstała niezwykła synteza stylistyczna. Z jednej strony wyznacza ją szacunek do bluesowej i rockowej tradycji, a z drugiej ciągła chęć eksperymentowania. Nie bez powodu zespół jest dużą atrakcją koncertową – za każdym razem utwory, grane przez Boogie Chilli brzmią inaczej, bowiem muzycy uwielbiają improwizować i rozwijać swoją muzykę często w zupełnie nieoczekiwanym kierunku. Do tego wszystkiego dochodzi uwielbienie do szorstkości i brudu, które kojarzy się niemal z grungeowym brzmieniem początku lat 90. Muzyka zespołu znakomicie sprawdza się w graniu klubowym.
Ciekawe jest również instrumentarium – niby typowo rockowe: dwie gitary, bas, perkusja, oraz harmonijka ustna, ale jedna z gitar to dobro, a druga slide. Powoduje to powstawanie ciekawych i często nietypowych brzmień i frapujących harmonii.
Muzykom z Boogie Chilli przyszło już występować z takimi wykonawcami jak B.B. King, Canned Heat, Taj Mahal, Steven Seagal, Maciej Maleńczuk, Wojciech Waglewski. Dają koncerty w całej Polsce m.in. Gdynia Blues Festival, Suwałki Blues Festival, Polish Boogie Festival w Człuchowie czy Jimiway Blues Festival w Ostrowie Wielkopolskim.
Formacja jest laureatem festiwalu Rawa Blues Festival z 2006 roku, a także została wybrana Zespołem Roku w ankiecie Blues Top 2007 pisma Twój Blues.

## Dyskografia
- 2006 Live Time Blues
- 2011 Koncert